# Vis e Rāmin
Vis e Râmine (em persa: ويس و رامين, Vis o Rāmin) é uma clássica história de amor persa. O épico foi composto em poesia por Gorgani (ou Gurgani) no século XI. Gorgani reivindicou uma origem sassânida para a história, mas agora é considerada de origem dinástica parta, provavelmente do século I d.C. Também foi sugerido que a história de Gorgani reflete as tradições e costumes do período imediatamente anterior à sua vida. Isso não pode ser descartado, pois as histórias recontadas a partir de fontes antigas muitas vezes incluem elementos extraídos da época de seu narrador.